# Jean Apothéloz
 (juin 2025).
Jean Apothéloz, né le 12 mai 1900 à Lausanne et mort le 10 juillet 1965 à Nyon, est un musicien, artiste peintre et compositeur  vaudois.

## Biographie
Jean Apothéloz termine ses études secondaires en 1915. En avril de cette même année, il entre à l'École normale de Lausanne dont il obtient le brevet en 1919. Dans cette école, il suit les cours de chant de Charles Troyon, les cours de violon d'Henri Gerber ainsi que les leçons du peintre et graveur Georges Payer. Jean Apothéloz devient enseignant et se voit confier sa première classe à Daillens en 1919. L'année suivante, il enseigne à Neyruz-sur-Moudon où il dirige la fanfare, deux chorales et crée plusieurs spectacles de théâtre. Jean Apothéloz suit également des cours à l'École cantonale de dessin et d'art appliqué à Lausanne. Au Conservatoire de Lausanne, il étudie dans les classes de Rachel Courvoisier, d'Alexandre Denéréaz et d'Aloÿs Fornerod. Entre 1924 et 1925, Jean Apothéloz fait un séjour à Rome auprès du peintre Ferruccio Ferrazzi.
À partir de 1926, Jean Apothéloz habite à Lausanne et enseigne dans divers collèges. En 1930, il achève son brevet de maître de dessin et devient professeur au Collège scientifique à Lausanne. Il se marie en 1936 avec la pianiste Jeanne Romeu. Dès 1946, il abandonne l'enseignement afin de se consacrer entièrement à la peinture et à la composition. Il quitte alors Lausanne pour s'installer avec sa femme à Begnins, petite commune du district de Nyon. Jean Apothéloz compose de nombreuses œuvres aussi bien instrumentales que vocales. S'il ne laisse pour le piano que quelques œuvres mineures, il accorde à la musique de chambre un intérêt tout particulier. L'œuvre vocale de Jean Apothéloz est considérable, il est l'auteur de nombreuses mélodies pour chant et piano, d'œuvres chorales ainsi que de deux opéras bouffes. En 1951, il crée lors de la Fête des musiciens suisses à Sion le fameux Cahier Vaudois, recueil de mélodies pour chant et piano sur des textes de Charles Ferdinand Ramuz, Paul Budry, Gustave Roud et Edmond-Henri Crisinel. À l'occasion du centenaire du Conservatoire de Lausanne en 1961, Jean Apothéloz écrit La Rose et le Violon sur un texte de Pierre Walker. Il monte aussi plusieurs expositions de ses œuvres d'art, principalement des paysages et des natures mortes, dont la première a lieu à Lausanne en 1930. Jean Apothéloz est également l'auteur d'une Histoire universelle en tableaux synoptiques, publiée en 1953.
Jean Apothéloz s'éteint le 10 juillet 1965 à l'hôpital de Nyon. Dans le domaine musical, il laisse une œuvre d'inspiration vaudoise bien que proche du goût français. Son catalogue compte plus de 130 opus, dont 50 chœurs. Il signe plus de 500 tableaux dont les portraits de Paul Bonard, Edmond Gillard et Marcel Regamey. Sa carrière de peintre ne peut être dissociée de sa carrière de musicien car les deux se sont développées de façon parallèle. En 1976, la Bibliothèque cantonale et universitaire de Lausanne accueille l'œuvre complète du musicien vaudois et publie en 1977 l'Inventaire du Fonds musical Jean Apothéloz.

## Sources
- « Jean Apothéloz », sur la base de données des personnalités vaudoises sur la plateforme « Patrinum » de la Bibliothèque cantonale et universitaire de Lausanne.
- Jean-Louis Matthey, « Jean Apothéloz » dans le Dictionnaire historique de la Suisse en ligne.
- Ami Châtelain, "Adieu à Jean Apothéloz" in: Revue musicale de Suisse romande, juillet 1965, p. 8-9 avec portrait photographique
- Jean-Louis Matthey, Inventaire du Fonds musical Jean Apothéloz, 1977
- Bernard Laronde, "Jean Apothéloz : peintre et compositeur" in: Revue musicale Suisse, Nr. 6, juin 2005, p. 11